# Lars Christopher Vilsvik
Lars Christopher Vilsvik (Berlino Ovest, 18 ottobre 1988) è un calciatore norvegese nato in Germania, difensore dello Strømsgodset.

## Carriera

### Club
Vilsvik iniziò la carriera a soli sei anni, quando si legò al Tennis Borussia Berlino, diventando compagno di squadra e buon amico di Jérôme Boateng.
A sedici anni, passò al Lichterfelder: giocò metà stagione con la squadra giovanile, per diventare poi il calciatore più giovane di sempre a passare nella prima squadra a diciassette anni. Rimase altri quattro anni al club.
Nel mese di novembre 2009, Vilsvik sostenne un provino con i norvegesi dello Strømsgodset. L'11 novembre firmò un contratto con la squadra. Passò il primo mese nel club, però, con la formazione delle riserve. L'11 aprile 2010 esordì però nella Tippeligaen: subentrò infatti a Jo Inge Berget nel successo per quattro a due sul Sandefjord. Il 1º agosto dello stesso anno, segnò su calcio di rigore la sua prima rete per la nuova maglia, nel tre a uno inflitto allo Aalesund. Le sue prestazioni estive furono applaudite sia dai tifosi che dal suo allenatore. Il 14 novembre 2010 fu titolare nella finale dell'edizione stagionale della Coppa di Norvegia contro il Follo, vinta per due a zero. Fece parte della squadra che vinse il campionato 2013: a seguito di questo risultato, ricevette il premio Kniksen come miglior difensore dell'Eliteserien.

### Nazionale
Tra il 2012 ed il 2013 ha giocato complessivamente 4 partite con la nazionale norvegese.

## Palmarès

### Club
- Coppa di Norvegia: 1

Strømsgodset: 2010
- Campionato norvegese: 1

Strømsgodset: 2013

### Individuale
- Difensore dell’anno del campionato norvegese: 1

2013